# Ligament transverse du genou
Le ligament transverse du genou (ou ligament jugal ou ligament méniscal transverse ou ligament inter-méniscal) est un ligament de l'articulation fémoro-tibiale.

## Description
Le ligament transverse du genou est une bandelette fibreuse tendue entre les cornes antérieures des ménisques médial et latéral de l'articulation du genou. Il est situé à l'arrière du corps adipeux infrapatellaire.

## Variation
Le ligament transverse du genou est trouvé pour 58% des sujets.
Il existe trois autres ligaments reliant les deux ménisques, chacun étant présent pour 4% des sujets : le ligament transverse postérieur entre les deux cornes postérieures des ménisques et les ligaments obliques médial et latéral. Ces deux derniers sont issus de la corne antérieure de leur ménisque homonyme, passent entre les deux ligaments croisés antérieur et postérieur puis se terminent sur la corne postérieure du ménisque opposé.

## Anatomie fonctionnelle
Lors de l'extension du genou, le ligament transverse empêche les cornes antérieures des ménisques d'avancer et les surfaces condyliennes du fémur et du tibia d'exercer une pression sur les ménisques.
Il a un effet restrictif sur l'excursion antéro-postérieure de la corne antérieure du ménisque médial aux degrés inférieurs de flexion du genou.

## Embryologie
La formation du ligament transverse a été étudiée chez des embryons humains âgés de 7 à 8 semaines (stades 18 à 23).
Au début de la période (stade 19), la condensation de l'interzone mésenchymateuse de l'articulation du genou (c'est-à-dire la zone de cellules denses indiquant l'emplacement de la future articulation) était reconnaissable, et vers la fin de la période (stade 22) un primordium cellulaire clairement visible du ligament relié aux deux ménisques a été observé avant que tous les éléments intra-articulaires majeurs ne soient finalement évidents (étape 23).